# Sionismo

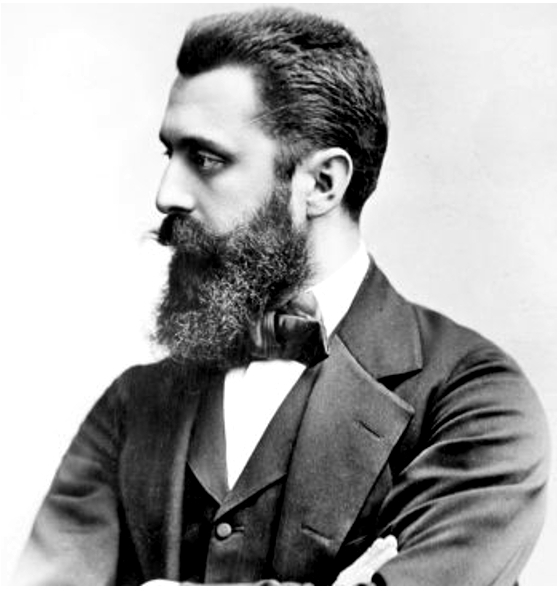
Theodor Herzl, padre del sionismo político.

El sionismo es una ideología y un movimiento político nacionalista que propuso desde sus inicios el establecimiento de un Estado para el pueblo judío en Palestina, una región que corresponde a la antigua Tierra de Israel (Eretz Israel) en la cultura judía. Dicho movimiento fue el promotor y responsable en gran medida de la fundación del Estado de Israel y, desde su consecución, se centra en la defensa y apoyo al mantenimiento de su existencia.
El sionismo apareció en Europa central y oriental a finales del siglo XIX. Su fundador en tanto que movimiento organizado fue el periodista austrohúngaro de origen judío Theodor Herzl como respuesta a la ola antisemita que recorrió Europa en esos años, uno de cuyos exponentes fue el affaire Dreyfus. El movimiento tuvo como objetivo fomentar la emigración judía a Palestina y alcanzó su objetivo principal con la fundación del Estado de Israel en 1948. 
El sionismo constituye una rama del fenómeno más amplio del nacionalismo moderno. Descrito como un «nacionalismo en la diáspora» y opuesto al asimilacionismo, el sionismo se autodefine como un movimiento de liberación nacional, cuyo objetivo es la libre autodeterminación del pueblo judío.

## Terminología
El vocablo «sionismo» deriva de la palabra Sion (del hebreo: ציון, uno de los nombres bíblicos de Jerusalén). Este nombre se refiere inicialmente al monte Sion, una montaña cerca de Jerusalén, y a la fortaleza de Sion en ella. Más tarde, durante el reinado del Rey David, el término «Sion» se convirtió en una sinécdoque para referirse a toda la ciudad de Jerusalén y a la Tierra de Israel. En muchos versículos bíblicos, los israelitas fueron llamados el pueblo, hijos o hijas de Sion.
«Sionismo» fue acuñado como término por el editor austriaco de origen judío Nathan Birnbaum, fundador del movimiento estudiantil judío Kadima, en su diario Selbstemanzipation (Autoemancipación) en 1890.
Según los historiadores Walter Laqueur, Howard Sachar y Jack Fischel, entre otros, la etiqueta de «sionista» también se usa como un eufemismo para los judíos, en general, por apologistas del antisemitismo.

## Historia
Desde el siglo I d. C., si bien ha habido una presencia constante de judíos en la Tierra de Israel («Eretz Israel»), buena parte del pueblo judío había vivido en el exilio. De acuerdo con el judaísmo y la Biblia, la Tierra de Israel o Sion es la Tierra Prometida por Dios para los judíos. Tras la rebelión de Bar Kojba (132–135), buena parte del pueblo judío fue expulsada de la Tierra de Israel formando la Diáspora judía. Durante siglos existió entre los judíos de la Diáspora una gran nostalgia de origen religioso de retornar a la patria histórica del pueblo judío –«el año próximo, en Jerusalén...»– que, a mediados del siglo XIX, comenzó a secularizarse al entrar en contacto con las grandes corrientes ideológicas europeas de la época (liberalismo, socialismo, nacionalismo).
El nacimiento del sionismo está ligado a la eclosión de los nacionalismos durante el siglo XIX europeo, que tuvieron como bandera común la idea «un pueblo, un Estado» y que está en el origen del concepto de Estado-nación. Al calor de esa idea se formaron distintos Estados europeos, surgidos del desmembramiento de los imperios o bien a través de la unificación de Estados con similares cultura e idioma (tales como Italia y Alemania). En paralelo a ese desarrollo nacionalista, atravesándolo en muchas ocasiones, se desarrolló el moderno antisemitismo.
El movimiento sionista fue fundado a finales del siglo XIX por judíos seculares, en gran medida como una respuesta por parte de judíos asquenazíes al creciente antisemitismo en Europa, ejemplificado por el caso Dreyfus en Francia y los pogromos antijudíos en el Imperio ruso. El sionismo sostenía que los judíos eran primordialmente un grupo nacional (como los polacos o los alemanes) y no un grupo religioso (como los musulmanes o los católicos) y que, como tal, tenía derecho a crear su propio Estado en su territorio histórico. La formulación clásica de la idea es la que hizo Theodor Herzl en su opúsculo Der Judenstaat (El Estado Judío, publicado en Berlín y Viena en 1896), que tiene como precedentes doctrinales la obra de Moses Hess Roma y Jerusalén (1860) y la del médico judío ruso Leo Pinsker Autoemancipación (1882), que contiene ya la consigna «Ayudaos, que Dios os ayudará».  Para esa época, Herzl creía que la migración judía a la Palestina otomana, particularmente entre comunidades judías pobres, no asimiladas y cuya presencia «flotante» causaba inquietud, sería beneficiosa para los judíos asimilados y para los cristianos en Europa. El sionismo político fue en algunos aspectos una ruptura dramática con los dos mil años de tradición judía y rabínica. El sionismo, inspirado en los movimientos nacionalistas europeos, se inspiró de manera particular en una versión alemana del pensamiento de la Ilustración europea, y los principios nacionalistas alemanes se convirtieron en características clave del nacionalismo sionista. El historiador judío del nacionalismo Hans Kohn afirmaba en tal sentido que el nacionalismo sionista «no tenía nada que ver con las tradiciones judías; se oponía a ellas en muchos sentidos». Desde el principio, el sionismo tuvo sus críticos: Por ejemplo, el sionista cultural Ahjd Ha'am, a comienzos del siglo XX, escribió que no había creatividad en el movimiento sionista de Herzl y que su cultura era europea y específicamente alemana. Consideraba que el movimiento representaba a los judíos como simples transmisores de la cultura imperialista europea.
El sionismo se puso como objetivo primario la creación de un Estado judío moderno, considerando que con ello devolvía al pueblo judío su estatus de nación y pondría fin a dos milenios de vida en el exilio. Ante las grandes dificultades a las que se enfrentaron los judíos para establecerse en la antigua Tierra de Israel, se barajaron algunas alternativas temporales, sin intención de establecer un Estado nacional, solo como refugio ante la ola de pogromos y persecuciones en la Rusia zarista, como la Argentina —en la que se crearon numerosas colonias de inmigrantes judíos europeos—, y aún en una porción del África Oriental Británica (el conocido como Plan Uganda), ofrecida por el gobierno de Londres; estas fueron estudiadas (el propio Herzl estudia en su obra las ventajas comparativas de Argentina y Palestina) y al fin rechazadas por la dirigencia sionista, y se prefirió el establecimiento del futuro Estado en Palestina, una región en manos del Imperio Turco y que no se correspondía a ninguna división administrativa, por lo que sus límites no estaban establecidos. 
En paralelo a estas ideas, se fueron produciendo sucesivas oleadas migratorias (llamadas Aliyá) de muchos jóvenes obreros y estudiantes, que escapaban en su mayoría del antisemita ambiente ruso y dispuestos a levantar la antigua patria judía basándose en dos ejes: el trabajo agrícola y la resurrección de la lengua hebrea, que dejó de hablarse alrededor del siglo I a. C., aunque siguió utilizándose en la literatura y, sobre todo, en la liturgia y con propósitos académicos.
| año  | judíos  | no judíos |
| ---- | ------- | --------- |
| 1800 | 6700    | 268 000   |
| 1880 | 24 000  | 525 000   |
| 1915 | 87 500  | 590 000   |
| 1931 | 174 000 | 837 000   |
| 1947 | 630 000 | 1 310 000 |

La inmigración judía a la Tierra de Israel (Eretz Israel) se inició en 1882. La denominada Primera Aliyá vio la llegada de alrededor de 35.000 judíos en el término de unos veinte años. La mayoría de los inmigrantes procedían de Rusia, donde el antisemitismo era rampante. Ellos fundaron una serie de asentamientos agrícolas con el apoyo financiero de filántropos judíos de la Europa occidental. 
La Segunda Aliyá comenzó en 1904. Otras Aliyot, cada vez con más inmigrantes, se sucedieron entre las dos guerras mundiales, impulsadas en la década de 1930 por la persecución nazi. Siguen llegando inmigrantes a Israel, en especial desde la antigua Unión Soviética.
La Declaración Balfour de 1917 apoyó la creación de una patria judía en el Mandato Británico de Palestina. En 1922, la Sociedad de Naciones hizo suya la declaración formulada en el mandato que dio a Gran Bretaña:

El Mandatario (…) garantizará el establecimiento del Hogar Nacional Judío, tal como se establece en el preámbulo, así como el desarrollo de instituciones autónomas, y también la salvaguardia de los derechos civiles y religiosos de todos los habitantes de Palestina, independientemente de su raza y de religión.

A lo largo del siglo XX el sionismo fue ganando adeptos gradualmente, y después del Holocausto se transformó en el movimiento predominante dentro del mundo judío. Por otra parte, la aparición de un proyecto de nación territorializada inicialmente similar, puesto en marcha desde 1928 por el régimen soviético, la República Autónoma Hebrea, que devino en fracaso a mediados de la década de 1930, resultó no presentar el suficiente atractivo como para provocar una emigración masiva o estable.
El proyecto de un nuevo Israel en Palestina fructificó por varios factores:
- A pesar del paso de los siglos, los judíos nunca dejaron de añorar la vuelta a Jerusalén, anhelo reflejado en el deseo expresado en muchas festividades judías, Leshaná Haba'á Birushalayim («el año próximo, en Jerusalén»), o en la milenaria costumbre de romper una copa en cada casamiento judío, rememorando la destrucción del Templo de Jerusalén y la consecuente dispersión. La idea recobró  popularidad a finales del siglo XIX, siendo el componente emocional del naciente sionismo. Se necesitaba mano de obra y gran cantidad de dinero, los proyectos de Uganda o Argentina no resultaban tan atractivos. Los terrenos comprados a los terratenientes turcos eran pedregales, lodazales, pantanos y se requería una gran transformación. Para principios del siglo XX, el 6 % de las tierras de Eretz Israel pertenecían a judíos.[17]

- Pequeñas comunidades de judíos llevaban siglos habitando la zona. Como por ejemplo, en Safed la comunidad cabalística de donde surgió Isaac Luria, formada principalmente por sefardíes expulsados en 1492, acogidos por el Imperio otomano, pero ya antes Saladino reclamó la entrada de judíos cuando decidió reconstruir Jerusalén, se habla de una familia que jamás abandonó la ciudad.
- El Caso Dreyfus, que afectó en forma negativa a las esperanzas de igualdad de derechos y oportunidades que el Iluminismo había despertado en la comunidad judía europea.
- La simpatía de los terratenientes turcos, que encontraron en el dinero y empuje judío una forma de levantar una zona que consideraban yerma;[cita requerida], opinión que duró hasta principios de los años 30 en los que el Muftí de Jerusalén empezó a expresar su talante filonazi (estuvo viviendo en Alemania, fue amigo personal de varios de los jerarcas nazis, lideró a los musulmanes bosnios filonazis que arrasaron la zona y huyó antes de ser detenido para ser juzgado).[cita requerida]
- La situación de los judíos en la Europa Oriental. En la Rusia zarista pasaban a un Zar fanáticamente antisemita, lo que acarreaba una legislación fuertemente restrictiva. Se llegó al secuestro de los niños judíos antes de que cumplieran los trece años para su entrada en un programa de rusificación, niños de hasta ocho años que ingresaban al servicio militar obligatorio. O los ataques continuos a las aldeas rusas, las prohibiciones de entrada en ciertas ciudades principales, la falta de libertad de movimiento... Eso hizo que el sionismo calara hondo en la sociedad judía de la época.
- El progresivo avance de los fascismos, que fue acompañado con un recorte de ciertas libertades recién logradas y la reaparición de viejas restricciones.

## Objetivos
Los objetivos del sionismo para combatir los dos problemas históricos fundamentales del pueblo judío, el antisemitismo y la diáspora, centrados en la creación de un estado judío, fueron puestos en práctica por la Organización Sionista Mundial (órgano político del Movimiento Sionista), fundada en 1897 en Basilea tras el Primer Congreso Sionista Mundial en ese mismo año y lugar, que reunió a 200 compromisarios y aprobó el llamado Programa de Basilea. El plan ya estaba delimitado por el organizador del evento, el periodista austrohúngaro Theodor Herzl (1860-1904), en su libro El estado judío (1896), publicado un año antes. Por eso se le suele considerar el padre del sionismo en general, y de la rama política en particular (otras ramas son: el sionismo socialista, el sionismo revisionista, el sionismo religioso, etc.).
Hasta el Holocausto, la idea sionista compitió con otra corriente, el asimilacionismo, igualmente extendida, sobre todo en Estados Unidos y la Europa occidental, que no consideraba a los judíos como pueblo, sino como una minoría religiosa que debía integrarse y luchar por su plena igualdad en las sociedades en las que vivían. Una forma extrema de esta última idea preconizaba incluso la renuncia a la religión judía.
El sionismo conjuga dos elementos: independencia y soberanía, por un lado, y la centralidad de Israel en la identidad judía, por el otro. Los objetivos modernos del movimiento sionista están delineados en el Programa de Jerusalén, de 2004:
Los objetivos del sionismo son:
1. La unidad del pueblo judío, su vínculo con su patria histórica (la Tierra de Israel) y la centralidad del Estado de Israel y Jerusalén su capital, en la vida del pueblo.
2. Aliyá a Israel desde todos los países y su integración en la sociedad israelí.
3. El fortalecimiento de Israel como Estado judío-sionista y democrático y su modelación como sociedad ejemplar, poseedora de un carácter moral y espiritual único, basada en el respeto mutuo del multifacético pueblo judío y en la visión profética que aspira a la paz y contribuye para la mejora del mundo.
4. La garantía del futuro y distinción del pueblo judío a través de la promoción de la educación judía, hebrea y sionista, el cultivo de los valores culturales y espirituales judíos, y la institución de la lengua hebrea como su idioma nacional.
5. El cultivo de la responsabilidad mutua judía, la defensa de los derechos de los judíos, tanto individuales como de nación, la representación de los intereses nacionales sionistas del pueblo judío y el combate a toda forma de expresión antisemita.
6. La población del país como expresión práctica de la realización sionista.

## Ramas
Desde principios del siglo xx, diferentes grupos sociales judíos desarrollaron sus propias interpretaciones de sionismo de acuerdo a sus necesidades e intereses, aunque, a menudo, muchas de estas corrientes suelen compartir un marco básico similar.

### Sionismo socialista
Alrededor de 1900 el principal rival para el sionismo entre los jóvenes judíos en la Europa oriental fue el Movimiento Socialista. Muchos judíos fueron abandonando el judaísmo en favor del comunismo o en apoyo al Bundismo, un movimiento judío socialista que pedía la autonomía judía en la Europa oriental y que el yidis o judeoalemán sea promovido como idioma oficial judío.
Muchos sionistas socialistas eran originarios de Rusia. Tras siglos de ser oprimidos por sociedades antisemitas, los judíos habían sido reducidos a la obediencia, vulnerables, con desesperada existencia en la que se les invitaba a seguir el antisemitismo. Sostenían que los judíos podían escapar de su situación convirtiéndose en agricultores, trabajadores y soldados de su propio país. La mayoría de los socialistas se rehusaron a perpetuar la religión como una «mentalidad de la diáspora» entre el pueblo judío y establecieron las comunas rurales en Israel llamadas kibutz (voz con plural invariable). Los principales teóricos del sionismo socialista incluyen a Moisés Hess, Nahum Syrkin, Dov Ber Borojov y Aarón David Gordon, y entre las figuras destacadas del movimiento se cuentan David Ben-Gurión y Berl Katznelson.
La mayoría de los sionistas socialistas consideraron al yidis como el idioma del exilio, adoptando el hebreo como lengua común entre los judíos en Israel. El socialismo y el sionismo laborista eran ardientemente secularistas con muchos sionistas ateos que se oponían a la religión. En consecuencia, el movimiento a menudo tenía una relación antagónica con el judaísmo ortodoxo.
El sionismo socialista buscaba establecer un Estado Judío en el que considerara al judaísmo como una nacionalidad, y que las bases del Estado estuvieran identificadas con el socialismo, es decir, el trabajo comunal. Tuvieron gran fuerza desde la Segunda Aliyá, hoy en día conforman el partido Avodá o Partido Laborista.
El sionismo socialista se convirtió en la fuerza dominante en la vida política y económica del Yishuv durante el Mandato Británico - en parte como consecuencia de su papel en la organización de la vida económica judía a través de la Histadrut - y fue la ideología dominante de la clase política en Israel hasta las elecciones de 1977, cuando el partido Avodá fue derrotado.
Fundamental en la expansión del sionismo socialista fue la labor de movimientos juveniles en la Diáspora, que educaron a la juventud judía en los valores del movimiento, capacitándolos también para su futura vida en kibutz en Israel. Algunos de estos movimientos continúan existiendo hasta el día de hoy, como Hashomer Hatzair y Habonim Dror.

### Sionismo revisionista
El Sionismo revisionista fue un grupo fundado y dirigido por Zeev Jabotinsky. Durante el Mandato Británico presionó a Gran Bretaña para permitir la inmigración judía en masa y para la formación de un ejército judío en el Mandato.
El revisionismo fue muy popular en Polonia pero carecía del apoyo necesario desde la Tierra de Israel. En 1935 la izquierda del revisionismo y la Organización Sionista formaron una alternativa, la Nueva Organización Sionista. Se reincorporó a la Organización Sionista Mundial en 1946.
El sionismo revisionista cree en el asentamiento de la tierra y se opone al Sionismo socialista. Los revisionistas buscan mantener el tradicionalismo judío firme, como orgullo de la nación. Apoyan mayormente la idea de volver a los límites geográficos del Estado judío de la antigüedad. Hoy en día está representado por el Partido Likud, que es el partido más fuerte de Israel siendo etiquetado como la derecha israelí.

### Sionismo general
Sionismo general fue inicialmente la locución empleada por los miembros de la Organización Sionista Mundial que no se habían unido a una facción determinada o algún partido específico, perteneciendo solamente a las organizaciones sionistas de sus respectivos países. A medida que transcurrieron los años, los sionistas generales también crearon instituciones ideológicas y formaron la Organización de Sionistas Generales, establecida en 1922 como el partido de centro del movimiento sionista. Los preceptos de los sionistas generales incluían un sionismo al estilo de Basilea, exento de posicionamientos ideológicos, es decir, con primacía del sionismo sobre cualquier interés clasista, partidista o personal.

### Sionismo religioso
Impulsado principalmente por el Rabino Kalisher, une los ideales de crear un Estado judío con la religión. Su ideología se resume en una frase: «El Pueblo de Israel, en la Tierra de Israel, según la Torá de Israel». Es decir, regir un Estado con bases religiosas y asentarse en toda la Tierra de Israel, como lo marcaba el reinado de Salomón. Hoy en día representan al Partido Nacional Religioso (Mafdal).

### Sionismo cristiano
El sionismo cristiano, es un movimiento surgido en el seno del cristianismo principalmente evangélico, pero no circunscrito únicamente a esta denominación, que apoya la idea de un hogar nacional para los judíos desde antes de 1948 y continúa apoyando la existencia del Estado de Israel hasta la fecha (Ice, 1997).
El sionismo cristiano es la creencia entre algunos cristianos de que el retorno del pueblo judío a Tierra Santa, y el establecimiento del Estado de Israel en 1948 fueron el cumplimiento de la profecía bíblica. La locución empezó a ser usada a mediados del siglo XX, reemplazando al restauracionismo cristiano.
El catolicismo tradicionalmente no prestó mucha atención al sionismo, pero el apoyo cristiano a dicho movimiento creció entre la comunidad protestante.
Algunos cristianos sionistas creen que el regreso de los judíos a la Tierra de Israel, es un prerrequisito para la segunda venida de Jesús. La idea es habitual entre los protestantes, desde los tiempos de la reforma, los cristianos han apoyado activamente el regreso de los judíos a la Tierra de Israel, junto con la idea de que los judíos deben de convertirse al cristianismo para dar cumplimiento a la profecía bíblica.

### Otras variantes
Sionismo político
Su máximo exponente fue Theodor Herzl, y proponía el establecimiento de un Estado judío soberano e independiente mediante métodos diplomáticos y políticos. Consideraba que, para que surgiera un posible Estado judío, era más importante llegar a un acuerdo primordial con las potencias mundiales para legitimar jurídica e internacionalmente la existencia del mismo, por lo que primeramente se debían realizar acciones en el campo político para que triunfara la empresa sionista.
Sionismo realizador
Propuesto por Menachem Ussishkin, proponía el establecimiento de asentamientos agrícolas y su desarrollo. A diferencia del Sionismo político, consideraba más relevante para la creación de un Estado judío que existieran las bases sólidas, demográficas y materiales en la tierra concreta donde se crearía, lo que posteriormente daría lugar al reconocimiento político de la comunidad internacional, por eso dedicaba sus esfuerzos principalmente a la inmigración judía antes que a la actividad diplomática para convencer a la opinión pública.
Sionismo sintético
Buscaba la fusión de las ideologías políticas y realizadoras en objetivos comunes, fue propuesto principalmente por Jaim Weizmann. Consideraba que no eran contradictorios los postulados del Sionismo político con respecto al Sionismo realizador, pues sostenía que, para que se creara un Estado judío, era necesario reconocimiento legal internacional y al mismo tiempo comenzar a instalar las sólidas bases materiales en la tierra donde surgiría el nuevo Estado. En este sentido, no priorizaba entre los esfuerzos diplomáticos alrededor del mundo por parte de las personalidades influyentes y los proyectos migratorios de la juventud para establecer una población judía en el futuro país. Este tipo de Sionismo marcó, desde el liderazgo de Weizmann en adelante, la actividad histórica y el modo de llevarla a cabo en el movimiento sionista en la lucha por el establecimiento del Estado hebreo, cuyos esfuerzos estarían dirigidos en la inmigración judía práctica (Aliyá) y al mismo tiempo en presiones políticas para obtener reconocimiento legal por parte de la comunidad internacional.
Sionismo espiritual
Propuesto por Ahad Haam, proponía que se creara un centro espiritual en Palestina, era opuesto al de Herzl ya que separaba completamente la política de sus objetivos.

## Movimientos de oposición (antisionismo)

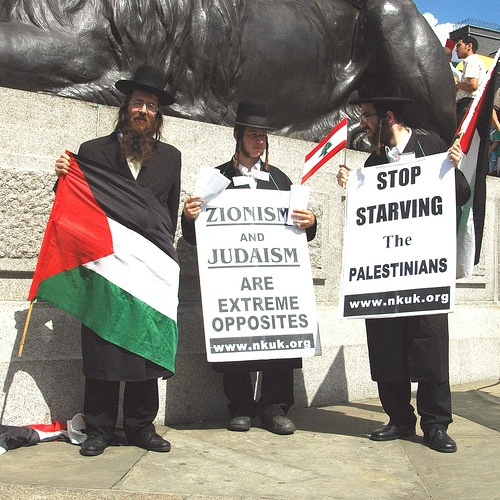
Miembros del grupo judío ortodoxo antisionista y propalestino Neturei Karta con pancartas en las que pone: Judaísmo y sionismo son extremos opuestos y Detener el hambre de los palestinos.

El sionismo no recibió en sus comienzos –finales de siglo XIX– el apoyo mayoritario de los judíos. En particular, no contó con las simpatías de la mayoría de los judíos de Europa occidental, que creyeron poder considerarse a sí mismos como ciudadanos con plenos derechos en sus respectivos países, tras los aires de emancipación y tolerancia que trajo consigo la Ilustración y el estado liberal decimonónico clásico. La forma más exacerbada de oposición a las ideas sionistas se conoció como «integracionismo» (también llamado «asimilacionismo»), y afirmaba que el sionismo era análogo al antisemitismo, en la medida en que ambos niegan la condición de nacionales de un determinado país a los judíos. Una manifestación extrema de integracionismo es la conversión a la fe cristiana. Un ejemplo célebre de antisionismo fue el de Edwin Samuel Montagu, ministro judío del Gobierno británico que puso muchas trabas a la redacción de la Declaración Balfour tachándola de antisemita. La oposición al sionismo existía también entre el movimiento Bundista en Europa oriental, que buscaba la autonomía cultural de los judíos en los países donde vivían; así como de la mayoría de los judíos ortodoxos. Entre estos últimos sigue habiendo algo de ambigüedad e inclusive hostilidad al sionismo. El caso Dreyfus fue determinante para inspirar a Herzl, al considerar al sionismo como única solución plausible y efectiva contra el antisemitismo europeo. El impacto emocional del Holocausto convenció definitivamente a numerosos judíos asimilados, socialistas y ortodoxos, refractarios con el sionismo, que quedaban en Europa.
En Europa oriental, lugar donde el sionismo se hizo fuerte debido en muy gran medida a las incesantes persecuciones a que eran sometidos los judíos por el zarismo, la idea de un Estado judío, o incluso de pueblo judío, fue rechazada por numerosos judíos miembros de organizaciones revolucionarias, marxistas o anarquistas, quienes consideraban que la condición de judío derivaba de la religión y que, una vez erradicada esta, la distinción entre judíos y no judíos desaparecería. Estas ideas no impidieron, sin embargo, que hubiese también un importante movimiento sionista socialista.
La población árabe de Palestina, apoyada por la Liga Árabe, se opuso al sionismo, negándose a aceptar la partición del Mandato Británico de Palestina en dos Estados, uno judío y otro árabe, según la recomendación de las Naciones Unidas del 29 de noviembre de 1947. Los conflictos armados entre judíos y árabes preexistentes en la región antes de la partición de Palestina desembocaron finalmente en la guerra árabe-israelí de 1948 ante la proclama de independencia por parte del Estado de Israel, y la negativa de los países árabes vecinos a reconocerlo oponiéndose a la partición de Palestina. La guerra tuvo diferentes lecturas dependiendo de los distintos análisis, por ejemplo Jacques Pirenne consideró que el Ejército de Liberación apostó por la destrucción del naciente Estado judío, desencadenando «una guerra de exterminio» siendo derrotado junto al Yarmuk, resultando vencedores los judíos y desencadenando la Liga Árabe una potente ofensiva que fue rechazada en casi todos los frentes. Por su parte, Ilan Pappé, profesor de la Universidad de Haifa, sostiene que la guerra de 1948 fue una limpieza étnica cometida por Israel contra el pueblo palestino, razón por la cual lo que los israelíes conocen como «Guerra de la Independencia» para los palestinos es la «Nakba», la «catástrofe». La guerra se saldó con el exilio de cientos de miles de árabes palestinos, la ampliación de Israel más allá de los límites previstos en el plan de partición de la ONU y la ocupación por parte de Egipto y Transjordania de la parte asignada al Estado árabe y la zona internacional de Jerusalén. El conflicto se hizo sentir más allá de las fronteras palestinas, ya que las comunidades judías que habitaban en países árabes (muchas desde antes de ser arabizados e islamizados), se vieron obligadas a emigrar en las décadas siguientes, víctimas potenciales del «antisionismo». El fenómeno tuvo características diferentes según los países, aunque en general liquidó prácticamente las comunidades hebreas en países árabes. Algunas fuentes hacen hincapié en la judeofobia y en las migraciones inmediatamente posteriores a la guerra de 1948, mientras que otras señalan un proceso de emigración mucho más largo y debido a una multiplicidad de factores, entre los cuales siguen estando los ecos del conflicto árabe-israelí, a los que se añaden económicos, culturales y otros. He aquí un cuadro que lo resume:
| País         | Población judía 1948 | Emigrados a Israel | Población judía 2002 |
| ------------ | -------------------- | ------------------ | -------------------- |
| Argelia      | 140.000              | 24.000             | 20                   |
| Egipto       | 66.000               | 37.000             | 50                   |
| Irak         | 140.000              | 130.000            | 100?                 |
| Líbano       | 5.000                | 4.000              | 70                   |
| Libia        | 38.000               | 35.800             | 0                    |
| Marruecos    | 285.000              | 266.300            | 3.500                |
| Siria        | 35.000               | 8.500              | 120                  |
| Túnez        | 130.000              | 52.000             | 1.500                |
| Yemen y Adén | 60.000               | 50.600             | 500                  |
| Total        | 899.000              | 608.200            | 5.860                |

Gran Bretaña, a pesar de haber dado el primer paso hacia la creación de un Estado judío con la Declaración Balfour, dificultó por todos los medios la inmigración de judíos al Mandato Británico de Palestina, incluso durante la Segunda Guerra Mundial (véase Libro Blanco de 1939) y vaciló en el momento de facilitar su aplicación. Incluso llegó a plantearse su derogación para no perjudicar sus intereses geoestratégicos en Oriente Próximo ni dañar sus alianzas con los países árabes. Los graves conflictos que los planes sionistas generaban entre la población árabe de Palestina también aconsejaban a los británicos mantener el statu quo previo a la guerra (que se concretaba en el llamado Libro Blanco de 1939) y esperar a que la ONU redefiniese el Mandato de la extinta Sociedad de Naciones.
Aunque cada vez más minoritarios, en el seno del judaísmo sigue habiendo antisionistas por razones religiosas y con diversos grados de oposición, como los jaredíes o algunos grupos ultraortodoxos y relativamente minoritarios como Neturei Karta, estos últimos contrarios al actual Estado de Israel, además de grupos laicos de judíos seculares disidentes y opositores al Estado de Israel, e intelectuales judíos independientes como Noam Chomsky, Norman Finkelstein, Shlomo Sand; o personalidades gentiles opositoras al sionismo, como la periodista estadounidense Helen Thomas.

### Resolución 3379
En 1975, en plena Guerra Fría, la Asamblea General de la ONU adoptó, por impulso de los países árabes, y con el apoyo del bloque soviético y del no alineado, la resolución 3379, de carácter declarativo y no vinculante, que consideraba al sionismo como una forma de racismo y lo hacía equiparable al apartheid sudafricano (72 votos a favor, 35 en contra y 32 abstenciones). La alineación de los países árabes, socialistas y de aquellos pertenecientes al Movimiento de Países No Alineados respondía a la lógica de la confrontación bipolar de la Guerra Fría. Dicho voto en bloque producía una mayoría en la ONU que se organizó para condenar sistemáticamente a Israel en resoluciones como las: 3089, 3210, la 3236, la 32/40, etc.
Por otro lado, la resolución también debe leerse a la luz de las políticas del llamado Tercermundismo promovida por figuras políticas como el presidente mexicano Luis Echeverría. Éste, en un cálculo político, utilizó la Conferencia Mundial del Año Internacional de la Mujer como una plataforma para proyectar su propia figura como miembro destacado del Movimiento de Países No Alineados y buscando la Secretaría General de las Naciones Unidas. Lo anterior produjo un boicot turístico de la comunidad judía estadounidense en contra de México que visibilizó conflictos internos y externos de las políticas de Echeverría.
El entonces embajador israelí y futuro Presidente de Israel, Jaim Herzog, rompió el documento en pedazos delante de la Asamblea. En 1991 Israel puso la anulación de la resolución 3379 como condición para su participación en la Conferencia de Madrid, lo que llevó a que fuera derogada al aprobarse la resolución 4686 (111 a favor, 25 en contra y 11 abstenciones).

### Reconocimiento de Israel en los mundos árabe e islámico
Egipto fue el primer Estado árabe que reconoció al Estado de Israel, y los demás lo harían después de que la propia OLP reconociera el Estado judío en 1988. En la actualidad hay organizaciones palestinas que reconocen el derecho a la existencia de Israel, aunque los dos partidos mayoritarios, Hamás y Fatah, niegan a Israel ese derecho. Entre quienes siguen sosteniendo posiciones antisionistas están las autoridades de Irán.

## Particularidades
El sionismo fue establecido sobre la base de la asociación entre el pueblo judío y la Tierra de Israel. La aliyá a la Tierra de Israel es un tema recurrente en las oraciones judías. Los sionistas consideran a los judíos que viven fuera de Israel como exiliados. El rechazo a la vida en la diáspora es central en el sionismo. Subrayando esta actitud se encuentra el sentimiento de que la diáspora judía restringe el crecimiento total de la vida individual y nacional judía. Los sionistas generalmente prefieren hablar en hebreo, una lengua semítica que se desarrolló en condiciones de libertad en la antigua Judá, modernizada y adaptada a la vida cotidiana. En ocasiones rechazan hablar en yídis o judeoalemán, un idioma que consideran afectado por la persecución cristiana. Una vez que emigran a Israel, muchos sionistas rechazan hablar su lengua materna y toman nombres hebreos. Los principales aspectos de la idea sionista se ven representados en la Declaración de Independencia de Israel:

La Tierra de Israel fue la cuna del pueblo judío. Aquí se forjó su identidad espiritual, religiosa y nacional. Aquí logró por primera vez su soberanía, creando valores culturales de significado nacional y universal, y legó al mundo el eterno Libro de los Libros.

Luego de haber sido exiliado por la fuerza de su tierra, el pueblo le guardó fidelidad durante toda su Dispersión y jamás cesó de orar y esperar su retorno a ella para la restauración de su libertad política.

Impulsados por este histórico y tradicional vínculo, los judíos procuraron en cada generación restablecerse en su patria ancestral. En los últimos decenios retornaron en masa.

## Negación de la diáspora
Según Eliezer Shweid la negación de la vida en la diáspora es idea en todas las corrientes del sionismo. Subrayando esta actitud estaba el sentimiento de que la Diáspora restringía el crecimiento completo de la vida nacional judía.

## Adopción del idioma hebreo
Los sionistas prefieren hablar hebreo, una lengua semítica que se desarrolló bajo condiciones de libertad en el antiguo Reino de Judá y que dejó de hablarse alrededor del siglo I a. C., modernizándolo y adaptándolo a la vida diaria. El responsable principal de la resurrección del hebreo como lengua hablada a partir de su estado previo de lengua litúrgica fue precisamente un sionista, Eliezer Ben-Yehuda. Los sionistas en ocasiones rechazan hablar yidis, una lengua derivada del alto alemán medio que consideran afectada por la persecución cristiana. Una vez que emigran a Israel, muchos sionistas rechazan hablar su idioma materno en la diáspora y se ponen nuevos nombres hebreos.

## Gran Israel
El sionismo reivindica en la actualidad como territorios pertenecientes al Gran Israel, mayoritariamente:[cita requerida]
- Israel,
- Palestina,
- Cisjordania,
- Franja de Gaza,
- Altos del Golán y
- Península del Sinaí.

## Reacción al antisemitismo
En este tema, el historiador Zeev Sternhell distingue dos escuelas de pensamiento en el sionismo. Una es la escuela liberal o utilitaria de Herzl y Nordau. Especialmente después del caso Dreyfus dicen que el antisemitismo nunca desaparecerá, y ven el sionismo como una solución racional para los judíos. La otra es la escuela nacionalista racional. Prevalece entre los judíos de la tierra de Israel (Eretz Israel), y ve el sionismo como un proyecto para rescatar a la nación judía y no como un proyecto para rescatar a los judíos. El sionismo fue un problema en el «Renacimiento de la Nación».

### Antisemitismo y sionismo
En Francia, personalidades como Xavier Vallat, ministro de asuntos judíos del Régimen de Vichy, o Lucien Rebatet, escritor colaboracionista que reclamaba durante la guerra el exterminio de los judíos, apoyaron a Israel contra los palestinos. Los dirigentes del apartheid en Sudáfrica, a menudo antisemitas, apoyaron a Israel.